# Statečné mládí (Eduard Štorch)
Statečné mládí: Příběhy hochů z pravěké vlasti je kniha pro děti a mládež českého spisovatele, pedagoga a archeologa Eduarda Štorcha z roku 1946. Jedná se o soubor dvou autorových próz: Osada Havranů a Hrdinská pouť (což je jen jiný titul prózy Volání rodu). Štorch v knize uvádí, že jde o druhé vydání Osady Havranů a třetí vydání Hrdinské pouti (Volání rodu), která získala Rambouskovu literární cenu udělovanou  Masarykovým lidovýchovným ústavem.
Děj těchto literárních útvarů se odehrává v mladší době kamenné (Osada Havranů) a v době bronzové (Hrdinská pouť).

## Obsah
| I. Před pěti tisíci lety: Osada Havranů0000000 1. V Havraním rodě 2. Lupiči 3. Kejmin Ray – zmařený úklad 4. Smír 5. Nová srážka 6. Sokolí Oko 7. Věrné bratrství 8. Varun Kiza – Bystrý Havran | II. V době bronzové: Hrdinská pouť00 1. Tajemný dým 2. Tři ztracenci 3. Čechův rod 4. Na cestu! 5. Přes hory a doly 6. Osada u Veliké řeky 7. Kupci 8. Na útěk 9. Pronásledování 10. Vlci 11. V cizím území 12. V táboře lovců 13. Malý slevač 14. Jeskyně duchů 15. Rod volá 16. Poslední zápas 17. V objetí smrti 18. V novém domově |

## Postavy

### Osada Havranů
- Havranpírko
- Kňučák
- Černý Havran
- Sokolí Oko
- Veveřice
- Divous
- Dráp
- Hbitý Sysel
- Had
- Havraní Zobák
- Suk
- Bobřík
- Vrtilka
- Oříšek
- Kořínek
- Jatelinka
- Myška
- Ger
- Tučná Volavka

### Hrdinská pouť
- Vratiš
- Čmuk
- Svatorad
- Čeda
- Bogul
- Dub
- Čech
- Špulíček
- Luba
- Vlček
- Kuli Singar
- Luňák
- Vlk
- Čadraga
- Slavoj